# Judith Malina

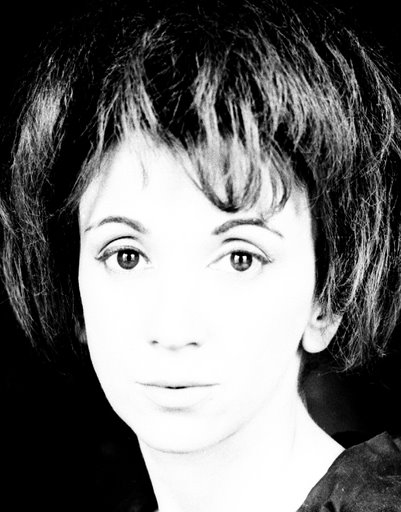
Judith Malina

Judith Malina (* 4. Juni 1926 in Kiel; † 10. April 2015 in Englewood, New Jersey) war eine amerikanische Theater- und Filmschauspielerin, Autorin und Regisseurin deutscher Herkunft. Sie war eine überzeugte pazifistische Anarchistin und gründete 1947 zusammen mit Julian Beck das Living Theatre.

## Leben und Werk
1929 übersiedelte Malina mit ihrer Familie in die USA, weil ihre Familie das sich ankündigende Unheil in Deutschland ahnte (siehe Dirk Szuszies’ Film Resist). Als Tochter des Oberrabbiners der deutsch-jüdischen Gemeinde in New York wuchs sie in einem politisch aktiven Klima auf. Der Vater organisierte Komitees, um Präsident Roosevelt zu bewegen, die Einwanderungsquote zu erhöhen oder aufzuheben. Er starb, als Judith 14 Jahre alt war.
Als Schülerin der Julia Richman High School in New York lernte Malina 1943 den Maler und damaligen Yale-Studenten Julian Beck kennen, den sie fünf Jahre später heiratete. Ihre Ehe war so unkonventionell wie ihre Arbeit: Beck war bisexuell und hatte einen männlichen Partner und Malina hatte eine Reihe von Liebhabern. Es gab keine Trennung zwischen Privatleben, politischem Engagement und der Kunst.
Seit frühester Kindheit interessiert an der Schauspielerei, besuchte Malina von 1945 bis 1947 Erwin Piscators Dramatic Workshop an der New School for Social Research. Piscators Konzeption eines politisch involvierten Theaters prägte Malinas spätere Theaterarbeit nachhaltig. Auch Beck nahm an zahlreichen Kursen des Dramatic Workshop teil, ohne jedoch formal eingeschrieben zu sein. Künstlerisch stark beeinflusst wurde sie von Valeska Gert, in deren Beggar Bar in New York Malina mitarbeitete (1943 bis 1945) und wo sie Auftritte von Valeska Gert erlebte.

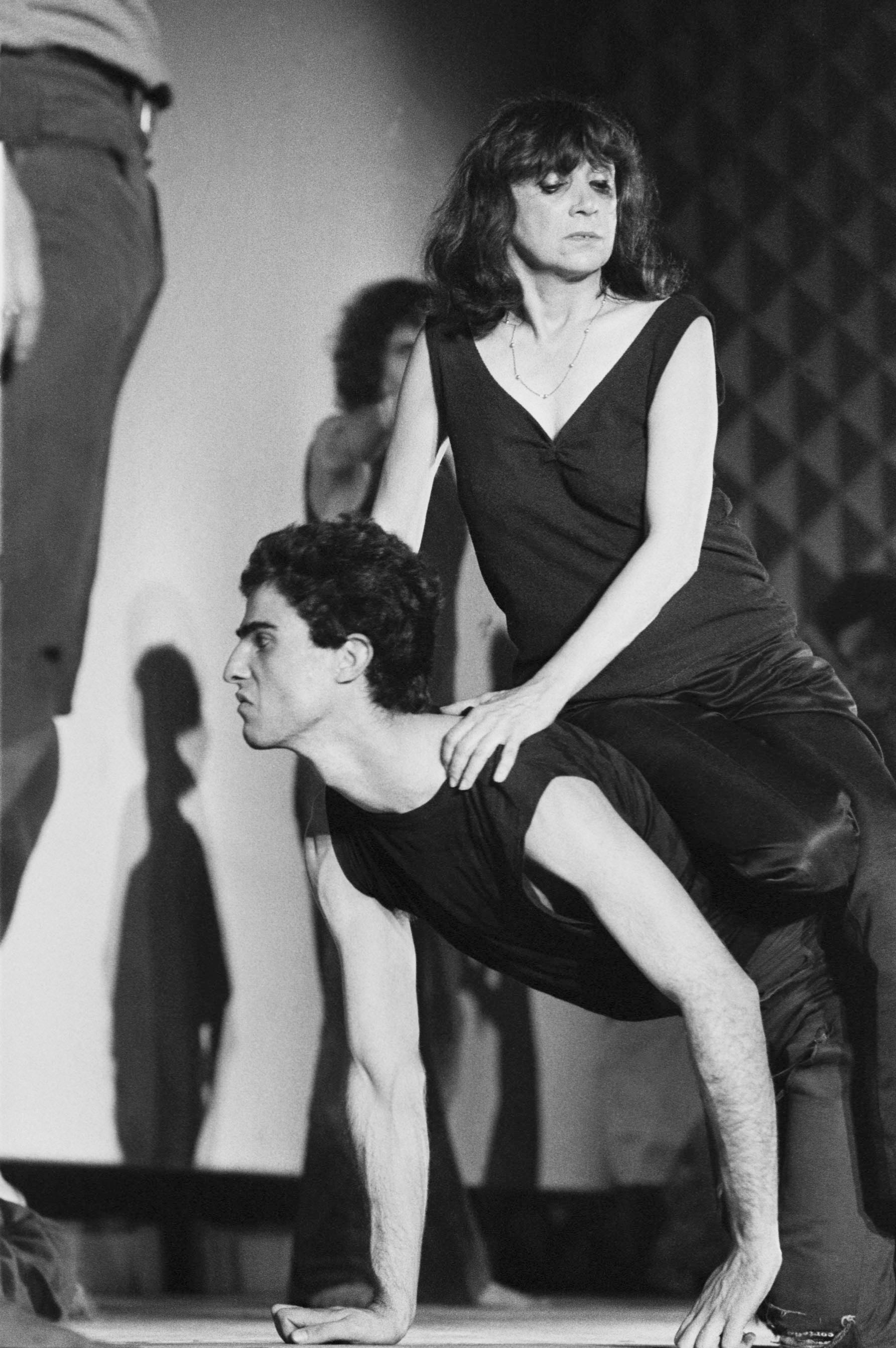
Judith Malina und andere Schauspieler vom Living Theatre, 1983

Malina und Beck gründeten gemeinsam 1947 das Living Theatre, eine der radikalsten und experimentierfreudigsten Theatergruppen der US-Theatergeschichte. Erst vier Jahre später kam es allerdings zu ersten gemeinsamen Inszenierungen. In ihrer New Yorker Privatwohnung eröffneten Malina und Beck 1951 ein „Theatre in The Room“ mit vier kurzen Stücken, darunter Bertolt Brechts Der Jasager. In den 1950er-Jahren war das Living Theatre die Avantgarde, in den Sechzigern die Gegenkultur. War es anfangs vor allem Motor der Studenten- und Anti-Vietnam-Kriegsbewegung, engagierten sich seine Mitglieder später zum Beispiel für die Abschaffung der Todesstrafe in den USA und in der Arbeit mit Kriegstraumatisierten. Oft begibt sich das Living Theatre in Krisenregionen, um gemeinsam mit den Menschen vor Ort theatrale, friedliche Formen des Protests zu finden und mit den Mitteln des Theaters gewaltfreie Formen der Konfliktlösung aufzuzeigen.
Gemeinsam mit anderen Mitgliedern der Gruppe wurde Malina mehrmals in den USA und in Brasilien zur Zeit der Militärdiktatur inhaftiert. Es gab Zwangsschließungen und aus finanziellen Gründen auch die Selbstauflösung des Living Theatre nach Becks Tod 1985, Neugründungen, europäisches Exil von 1964 bis 1968, dann die Rückkehr in die USA mit ihrer bisher erfolgreichsten Produktion Paradise Now. 1972 veröffentlichte Malina ihre Tagebucheinträge The Enormous Despair aus dieser Zeit, Aufzeichnungen über ihre Gefühle der Gefahr und Unvertrautheit bei der Rückkehr in die USA.
Nachdem Julian Beck 1985 an Krebs verstorben war, wurde Hanon Reznikov, der zuvor Liebhaber beider Aktivisten war, zur zentralen Figur neben Judith Malina und ihr späterer Ehemann.
Um die finanziellen Aufwendungen für die Gruppe und das Theater leisten zu können, spielte Malina einige Filmrollen in Hollywood. 1975 begann ihre gelegentliche Filmkarriere mit einer kleinen Rolle in Dog Day Afternoon, später spielte sie auch große Rollen in Addams Family und Household Saints.

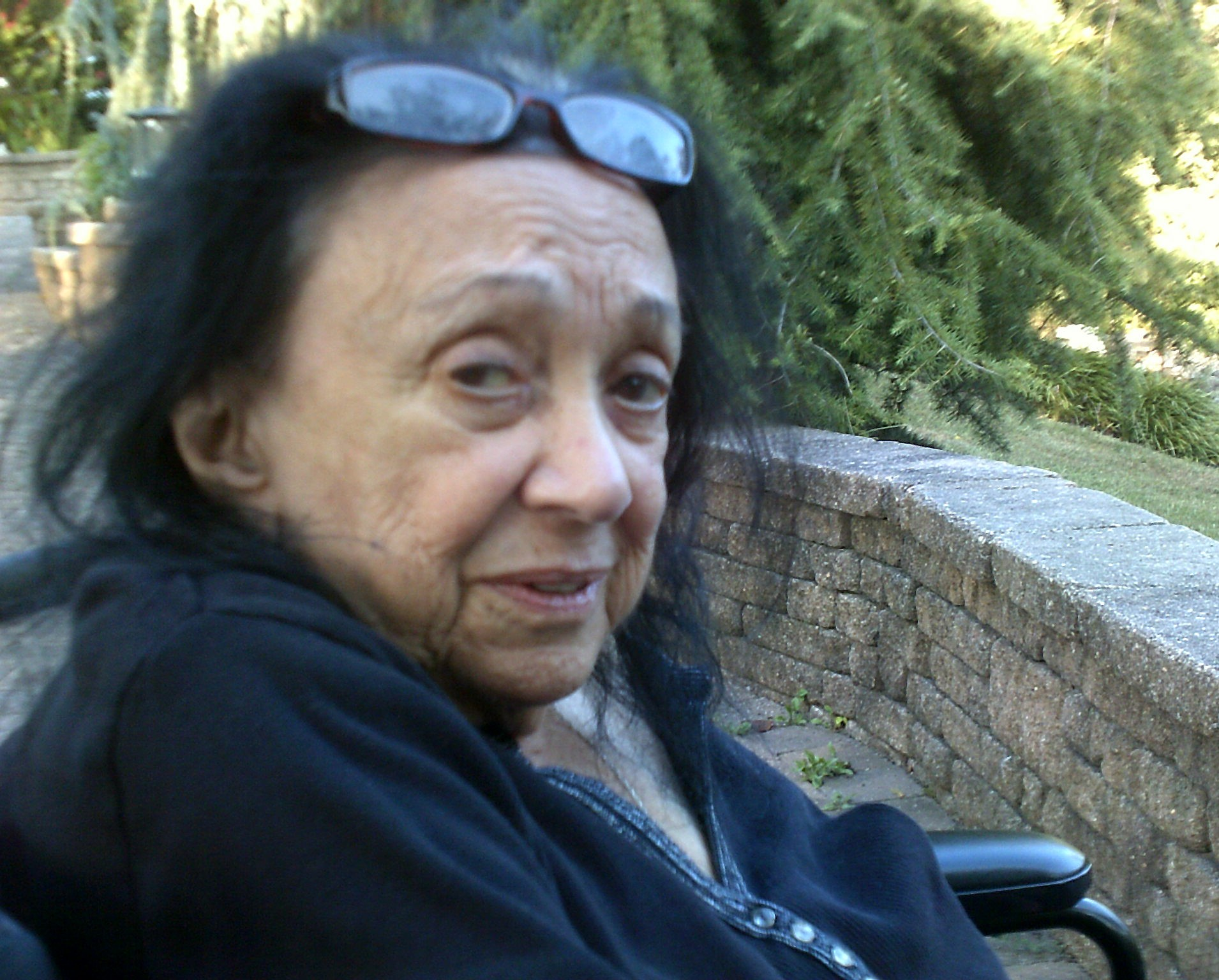
Judith Malina, etwa 2014

Mit dem Living Theatre zog sie Ende der 1990er-Jahre nach Italien, wo sie eine Art „Asyl“ erhielten; außerdem traten sie 2000 im Libanon nach dem Rückzug der israelischen Armee aus den besetzten Gebieten des Libanonkriegs von 1982 auf: eine für Malina und andere jüdische Mitglieder des Living Theatre teilweise bestürzende Erfahrung (siehe Dirk Szuszies’ Film Resist).
Malina wirkte in Rosa von Praunheims Dokumentarfilm New York Memories (2010) mit.
Sie starb am 10. April 2015 im Alter von 88 Jahren in Englewood, New Jersey, an den Folgen einer durch jahrelanges Rauchen hervorgerufenen Lungenkrankheit.

## Auszeichnungen
Im Januar 2003 wurde Judith Malina für ihr Lebenswerk in die American Theater Hall of Fame aufgenommen.

## Werke
- The Enormous Despair (Diaries, 1968–69). Random House, New York 1972
- mit Julian Beck: Paradise Now. Pantheon, New York 1972
- mit Imke Buchholz: Living Theater heißt Leben. Von einer, die auszog, das Leben zu lernen. Volksverlag, Linden 1980
- mit Julian Beck: Il lavoro del Living Theatre a cura di Franco Quadri. Ubulibri, Milano 1982
- The Diaries of Judith Malina: 1947–1957. Grove Press, New York 1984
- Conversazioni con Judith Malina a cura di Cristina Valenti. Edizioni Elèuthera, Milano 1995
- The Piscator Notebook. Routledge Chapman & Hall, London 2012

## Filmografie

### Als Schauspielerin
- 1963: Flaming Creatures
- 1963: The Queen of Sheba Meets the Atom Man
- 1967: Visa de censure n° X (Kurzfilm)
- 1968: Candy
- 1968: Emergency (Kurzfilm)
- 1969: Liebe und Zorn (Amore e rabbia)
- 1969: Wheel of Ashes
- 1975: Hundstage (Dog Day Afternoon)
- 1986: No Picnic
- 1987: Radio Days
- 1987: Das Geheimnis meines Erfolges (The Secret of My Success)
- 1987: Krieg in Chinatown (China Girl)
- 1989: Histoires d’Amérique
- 1989: Feinde – Die Geschichte einer Liebe (Enemies: A Love Story)
- 1990: Zeit des Erwachens (Awakenings)
- 1991: Addams Family (The Addams Family)
- 1993: Ein ganz normales Wunder (Household Saints)
- 1994: Männer lügen (Men Lie)
- 1997: The Deli
- 1998: Liebe auf den ersten Schrei (Music from Another Room)
- 1999: Snow Days
- 2003: Nothing Really Happens: Memories of Aging Strippers
- 2005: Katalog (Kurzfilm)
- 2010: When in Rome – Fünf Männer sind vier zuviel (When in Rome)

### Fernsehauftritte
- 1954: The Goldbergs (eine Folge)
- 1987: Miami Vice (eine Folge)
- 1989: Der Equalizer (The Equalizer, eine Folge)
- 1993: Tribeca (eine Folge)
- 1996: Emergency Room – Die Notaufnahme (ER, eine Folge)
- 2006: Die Sopranos (The Sopranos, eine Folge)
- 2013: Over/Under (Fernsehfilm)

### Als Regisseurin
- 1964: Der Knast (The Brig)

### Selbstdarstellung / Auftritte in Dokumentarfilmen
- 1969: Diaries Notes and Sketches (auch als Walden)
- 1983: Signals Through the Flames
- 1996: Al Pacino’s Looking for Richard
- 2001: Changing Stages
- 2001: Im Spiegel der Maya Deren (In the Mirror of Maya Deren)
- 2002: How to Draw a Bunny
- 2004: Resist! Ein Traum vom Leben mit dem Living Theatre (Resist! To Be with the Living)
- 2010: New York Memories

### Als Erzählerin
- 1958: Narcissus